# Tunahan Çiçek
Tunahan Çiçek (* 12. Mai 1992 in Scherzingen) ist ein schweizerisch-türkischer Fussballspieler.

## Karriere
Çiçek Profilaufbahn startete während der Saison 2009/10 beim schweizerischen Erstligisten FC St. Gallen. Bei diesem Verein spielte er drei Jahre lang überwiegend für die Reservemannschaft. Nachdem er ab dem Sommer 2013 eine halbe Spielzeit vereinslos geblieben war heuerte er im Februar 2014 beim Zweitligisten FC Winterthur an. Hier etablierte er sich schnell als Stammspieler.
Im Sommer 2016 wechselte er in die türkische TFF 1. Lig zu Boluspor und verließ den Verein im Februar 2017 wieder.
Zur Saison 2018/19 wechselte Çiçek zum Aufsteiger Neuchâtel Xamax in die Super League. Er unterzeichnete einen Zweijahresvertrag bis zum Sommer 2020. Für Neuchâtel kam Çiçek lediglich sechsmal zu kürzeren Einsätzen. Zu Beginn des Jahres 2019 wurde er bis zum Sommer an seinen vorherigen Verein FC Schaffhausen ausgeliehen, für den er in der Challenge-League-Saison zu 17 Einsätzen kam, in denen er vier Tore schoss.
Nach dem Ende der Leihe wechselte Tunahan Çiçek zum Liechtensteiner Verein FC Vaduz, der sich damit die Dienste des offensiven Mittelfeldspielers sichern konnte. In seiner ersten Saison für Vaduz kam Çiçek zu 35 Einsätzen in der Challenge League und war dabei mit 12 geschossenen Toren der beste Schütze seines Vereins. Mit Platz 2 der Abschlusstabelle qualifizierte sich der FC Vaduz für die Barrage. In den beiden Spielen gegen den FC Thun kam Çiçek ebenfalls zum Einsatz, schoss dabei zwei Tore und stieg letztlich mit seinem Verein in die Super League auf.
Anfang Januar 2024 kehrte er zu Boluspor zurück.

## Erfolge
- Liechtensteiner Cup: 2022